# Asymilacja (biologia)
Asymilacja, przyswajanie (z łac. assimilatio = 'upodobnienie', od similis = 'podobny') – to w biologii proces przemiany substancji i materiałów pobranych z otoczenia na substancje dla potrzeb własnego organizmu. Asymilacja jest częścią procesu przemiany materii.
Asymilatami nazywamy bezpośrednie produkty przyswojenia przez organizm substancji pobranej z zewnątrz, najczęściej w odniesieniu do fotosyntezy.

## Przykłady biologicznej asymilacji
- Fotosynteza, proces, dzięki któremu dwutlenek węgla i woda są przemieniane w wiele związków organicznych w komórkach roślin.
- Wiązanie azotu cząsteczkowego, który wraz z opadami atmosferycznymi przedostaje się do wody i gleby. Tam przekształca się w amoniak przez symbiotyczne bakterie endofityczne (Rhizobium, Clostridium Pasteurianum, Azotobacter) żyjące w korzeniach roślin motylkowatych i sinice (Anabaena, Nostoc z rzędu Nostocales).
- Absorpcja składników pokarmowych w organizmie po przetrawieniu w jelitach i ich przemiana w tkankę i płyny.
- Asymilacja występuje we wszystkich komórkach organizmu, pomagając tworzyć nowe komórki.